# Nandinia binotata
La civeta africana de las palmeras (Nandinia binotata) es una especie de carnívoro feliforme, la única de la familia Nandiniidae y del género Nandinia, por tanto todos los caracteres de esta especie también lo son de la familia y del género.
Fue descrita por primera vez por el zoólogo John Edward Gray en 1830, quien la nombró como Viverra binotata.
Es nativa del África tropical. 

## Sistemática
Aunque hace 70 años que ya fuera incluida en una familia independiente, caracteres convergentes con los vivérridos, incluyendo lingsangs y carnívoros malgaches, hicieron que esta especie fuera clasificada junto con estos.
Nandinia binotata es la única especie del género Nandinia y de la familia Nandiniidae. Su situación taxonómica ha sido duramente debatida en los últimos años debido a sus características compartidas con ejemplares fósiles feliformes, especialmente los caracteres relacionados con la base del cráneo y del oído medio. Al contrario que todos los demás carnívoros actuales, esta especie mantiene cartilaginosa la cámara posterior de la cavidad timpánica. Los elementos que componen esta cavidad no se hallan fusionados y el septo que aparece en el resto de los carnívoros está ausente. Otros caracteres le asemejan a los extintos estenoplesíctidos y proialurinos del Oligoceno, por lo que se supuso que esta era la forma inicial de esta cavidad timpánica de la que evolucionarían el resto de carnívoros. Sin embargo, esta hipótesis no parece sostenerse, y más bien parece que la cavidad auditiva de la que deriva la de los carnívoros, incluyendo a Nandinia binotata, es una forma más parecida a la de los vivérridos.
Análisis moleculares recientes confirman que Nandinia binotata pertenece a una familia hermana del resto de los actuales feliformes y han aproximado la edad de divergencia entre 35 a 54 millones de años atrás.

## Características
Tiene el aspecto de una gineta robusta y marrón oscura, pero más chata y con la cola más larga que la cabeza y cuerpo juntos. Destacan dos manchas blanquecinas en la zona escapular.
Es de pequeño tamaño, entre 40 y 60 cm más otros 35 a 75 de cola flexible pero no prensil, patas cortas, orejas pequeñas. Pesa entre 1,2 y 3 kg.
Posee glándulas odoríferas por delante de los genitales, en la planta de las patas traseras, en la barbilla y alrededor del abdomen cuando las hembras están lactando.

## Hábitat y distribución
Habita en los bosques caducifolios y pluviselvas desde Gambia hasta el suroeste de Sudán y en bosques subtropicales de montaña del norte de Angola y este y sureste de África. Desde las tierras bajas costeras hasta los 2500 m de altitud. También se encuentra en bosques de ribera, bosques de sabana, apareciendo incluso en bosques degradados y etapas de sucesión de bosques.
Vive en el bosque, normalmente en los árboles. Tiene una dieta omnívora que incluye roedores, pájaros, insectos, huevos, carroña y frutos. En general son solitarios y nocturnos.
África ecuatorial: Angola, Benín, Burundi, Camerún, Costa de Marfil, Gabón, Ghana, Guinea, Guinea Bissau, Guinea Ecuatorial, Kenia, Liberia, Malaui, Mozambique, Nigeria, República Centroafricana, República del Congo, República Democrática del Congo, Ruanda, Senegal, Sierra Leona, Sudán, Tanzania, Togo, Uganda, Zambia, Zimbabue.

## Subespecies
Se han descrito cuatro subespecies aunque con los límites pobremente definidos:
- Nandinia binotata binotata Gray, 1830. Se distribuye desde Gambia hasta la República Democrática del Congo, incluyendo la isla de Bioko.
- Nandinia binotata arborea Heller, 1930. Kenia y sur de Sudán
- Nandinia binotata gerrardi Thomas, 1893. Malaui, Mozambique, sur y este de Tanzania, noreste de Zambia y este de Zimbabue.
- Nandinia binotata intensa Cabrera & Ruxton, 1926. Angola, sur de la República Democrática del Congo y noroeste de Zambia.